# Erwin Sánchez
Erwin Sánchez Freking (Santa Cruz, 1969. október 19. –) bolíviai válogatott labdarúgó, edző.

## Sikerei, díjai
- SL Benfica:
  - Portugál labdarúgó-bajnokság : 1990–91
- Boavista FC:
  - Portugál labdarúgó-bajnokság : 2000–01
  - Portugál labdarúgókupa : 1996–97
- Oriente Petrolero:
  - Copa Aerosur : 2005

## Fordítás
- Ez a szócikk részben vagy egészben  az   Erwin Sánchez című angol Wikipédia-szócikk fordításán alapul.  Az eredeti cikk szerkesztőit annak laptörténete sorolja fel. Ez a jelzés csupán a megfogalmazás eredetét és a szerzői jogokat jelzi, nem szolgál a cikkben szereplő információk forrásmegjelöléseként.